# DN Geminorum
DN Geminorum eller Nova Geminorum 1912 var en nova i stjärnbilden Tvillingarna. Den upptäcktes vid sitt maximum, den 12 mars 1912 av den norske amatörastronomen Sigurd Enebo, när den nått magnitud +3,6. Ljusstyrkan föll sedan 3 magnituder på 36 dygn. Idag är novan en stjärna av magnitud +16.